# Paul Lacombe (basket-ball)
Pour les articles homonymes, voir Paul Lacombe et Lacombe.
Paul Lacombe, né le 12 juin 1990 à Vénissieux (Rhône), est un joueur français de basket-ball. Il évolue au poste d'arrière.

## Biographie
Paul Lacombe se présente à la draft 2012 de la NBA et certains commentateurs estiment qu'il pourrait se faire drafter au deuxième tour mais n'est pas choisi. En juillet 2013, il rejoint le club de Strasbourg Illkirch-Graffenstaden Basket qui évolue en Euroligue 2013-2014,.
Le 9 juillet 2015, il prolonge de deux saisons avec Strasbourg.
En juillet 2017, Lacombe signe un contrat de deux ans avec l'AS Monaco.
En juin 2019, Paul Lacombe échoue pour la sixième fois d'affilée en finale du championnat de France.
Fin septembre 2019, Lacombe signe un nouveau contrat avec l'AS Monaco.
En mai 2020, il retourne à l'ASVEL Lyon-Villeurbanne avec lequel il signe un contrat courant sur 4 saisons.
Fin octobre 2022, après 5 matches joués en championnat (et 3 en EuroLigue) pour 12 minutes de jeu en moyenne, Lacombe quitte l'ASVEL où il joue peu et retourne à la SIG. Il y signe un contrat sur deux saisons.
En juillet 2024, Lacombe rejoint Nanterre 92, club de première division, pour deux saisons.

## Équipe de France
Le 6 mai 2014, il fait partie de la liste des seize joueurs pré-sélectionnés pour l'équipe de France A' pour effectuer une tournée en Chine et en Italie durant le mois de juin.
En 2019, Paul Lacombe remporte la médaille de bronze lors de la Coupe du monde en Chine avec l'équipe de France.

## Palmarès

### Club
- Champion de France 2009
- Vainqueur de la Semaine des As 2010
- Champion d'Europe des 20 ans et moins 2010
- Vainqueur du trophée du futur en 2009 et 2010

 AS Monaco (Jeep Élite) :
- Vainqueur de la Leaders Cup 2018

 SIG Strasbourg (Jeep Élite) :
- Vainqueur de la Coupe de France 2015
- Vainqueur de la Leaders Cup 2015

 ASVEL Lyon-Villeurbanne (Jeep Élite) :
- Vainqueur de la Coupe de France 2021
- Champion de France 2020-2021 et 2021-2022

### Sélection nationale
- Médaille de bronze à la Coupe du monde 2019 en Chine.

### Distinctions personnelles
- MVP du trophée du futur en 2010
- Élu dans le 5 majeur du championnat espoir en 2010
- Élu dans le 5 majeur du championnat de Jeep Élite pour la saison 2018-2019